# Данем, Генри Мортон
Генри Мортон Данем (англ. Henry Morton Dunham; 27 июля 1853, Броктон — 4 мая 1929) — американский органист, композитор и музыкальный педагог.
Окончил Консерваторию Новой Англии (1875), ученик Джорджа Уайтинга (композиция) и Джона Ноулза Пейна (контрапункт), а также Дж. К. Д. Паркера (орган) и Франца Петерзили (фортепиано). До 1878 года был органистом и хормейстером в своём родном городе, затем до конца жизни преподавал в своей alma mater (среди его учеников Уоллес Гудрич и Эверетт Труэтт). Играл на органе в различных церквях Бостона, выступил с концертом на Всемирной выставке 1904 года в Сент-Луисе.
Автор органных сочинений, в том числе нескольких сонат. Редактировал американские издания французской органной музыки (Александр Гильман, Эжен Жигу, Теодор Дюбуа, Леон Боэльман и др.).